# Vetralla (geslacht)
Vetralla is een geslacht van rechtvleugeligen uit de familie sabelsprinkhanen (Tettigoniidae). De wetenschappelijke naam van dit geslacht is voor het eerst geldig gepubliceerd in 1869 door Walker.

## Soorten
Het geslacht Vetralla  is monotypisch en omvat slechts de volgende soort:
- Vetralla quadrata (Walker, 1869)